# MTV Video Music Awards 2012
Les MTV Video Music Awards 2012, présentés par Kevin Hart, eurent lieu le 6 septembre 2012 au Staples Center Arena de Los Angeles. 

## Nominations
Les gagnants sont écrits en gras.

### Vidéo de l'année
Rihanna (featuring Calvin Harris) — "We Found Love"
- Drake featuring Rihanna — "Take Care"
- Gotye (featuring Kimbra) — "Somebody That I Used to Know"
- M.I.A. — "Bad Girls"
- Katy Perry — "Wide Awake"

### Meilleure vidéo masculine
Chris Brown — "Turn Up the Music"
- Justin Bieber — "Boyfriend"
- Drake (featuring Rihanna) — "Take Care"
- Frank Ocean — "Swim Good"
- Usher — "Climax"

### Meilleure vidéo féminine
Nicki Minaj — "Starships"
- Beyoncé — "Love on Top"
- Selena Gomez and the Scene — "Love You Like a Love Song"
- Katy Perry — "Part of Me"
- Rihanna (featuring Calvin Harris) — "We Found Love"

### Meilleur nouvel artiste
One Direction — "What Makes You Beautiful"
- fun. (featuring Janelle Monáe) — "We Are Young"
- Carly Rae Jepsen — "Call Me Maybe"
- Frank Ocean — "Swim Good"
- The Wanted — "Glad You Came"

### Meilleure vidéo pop
One Direction — "What Makes You Beautiful"
- Justin Bieber — "Boyfriend"
- fun. (featuring Janelle Monáe) — "We Are Young"
- Maroon 5 (featuring Wiz Khalifa) — "Payphone"
- Rihanna (featuring Calvin Harris) — "We Found Love"

### Meilleure vidéo rock
Coldplay — "Paradise"
- The Black Keys — "Lonely Boy"
- Imagine Dragons — "It's Time"
- Linkin Park — "Burn It Down"
- Jack White — "Sixteen Saltines"

### Meilleure vidéo hip-hop
Nicki Minaj (featuring 2 Chainz) — "Beez in the Trap"
- Drake (featuring Lil Wayne) — HYFR

- Childish Gambino — Heartbeat
- Jay-Z et Kanye West — Paris
- Kanye West (featuring Pusha T, Big Sean et 2 Chainz) — Mercy

### Meilleure vidéo Electro
Calvin Harris — "Feel So Close"
- Avicii — "Levels"
- Duck Sauce — "Big Bad Wolf"
- Skrillex — "First of the Year (Equinox)"
- Martin Solveig — "The Night Out"

### Meilleure réalisation
M.I.A. — "Bad Girls" (Réalisateur : Romain Gavras)
- Coldplay et Rihanna — "Princess of China" (Réalisateur : Adria Petty et Alan Bibby)
- Duck Sauce — "Big Bad Wolf" (Réalisateur : Keith Schofield)
- Jay-Z et Kanye West (featuring Otis Redding) — "Otis" (Réalisateur : Spike Jonze)
- Frank Ocean — "Swim Good" (Réalisateur : Nabil Elderkin)

### Meilleure chorégraphie
Chris Brown — "Turn Up the Music" (Chorégraphe : Anwar "Flii" Burton)
- Avicii — "Levels" (Chorégraphes : Richy Greenfield et Petro Papahadjopoulos)
- Beyoncé — "Countdown" (Chorégraphes : Danielle Polanco, Frank Gatson Jr., Beyoncé et Anne Teresa De Keersmaeker)
- Jennifer Lopez (featuring Pitbull) — "Dance Again" (Chorégraphe : JR Taylor)
- Rihanna — "Where Have You Been" (Chorégraphe : Hi-Hat)

### Meilleurs effets visuels
David Guetta (featuring Nicki Minaj) — "Turn Me On" (Effets visuels: Alex Frisch, Joe Harkins, Scott Metzger et Vico Sharabani)
- Skrillex — "First of the Year (Equinox)" (Effets visuels: Deka Brothers et Tony "Truand" Datis)
- Linkin Park — "Burn It Down" (Effets visuels: Ghost Town Media)
- Katy Perry — "Wide Awake" (Effets visuels: Ingenuity Engine)
- Rihanna — "Where Have You Been" (Effets visuels: BAKED FX)

### Meilleure direction artistique
Katy Perry — "Wide Awake" (Directeur artistique: Benji Bamps)
- Lana Del Rey — "Born to Die" (Directeurs artistique: Anna Brun et Audrey Malecot)
- Drake (featuring Rihanna) — "Take Care" (Directeur artistique: Charles Infante)
- Of Monsters and Men — "Little Talks" (Directeurs artistique: Mihai Wilson et Marcella Moser)
- Regina Spektor — "All the Rowboats" (Directeur artistique: Anthony Henderson)

### Meilleur montage
Beyoncé — "Countdown" (monteurs : Alexander Hammer et Jeremiah Shuff)
- A$AP Rocky — Goldie (monteur : Samantha Lecca)
- Gotye (featuring Kimbra) — Somebody That I Used to Know (monteur : Natasha Pincus)
- Jay-Z et Kanye West — Niggas in Paris (monteurs : Alexander Hammer, Peter Johnson et Derek Lee)
- Kanye West (featuring Pusha T, Big Sean et 2 Chainz) — Mercy (monteur : Eric Greenburg)

### Meilleure photographie
M.I.A. — "Bad Girls" (chef opérateur : André Chemetoff)
- Adele — Someone like You (chef opérateur : David Johnson)
- Coldplay et Rihanna — Princess of China (chef opérateur : Stéphane Vallée)
- Lana Del Rey — Born to Die (chef opérateur : André Chemetoff)
- Drake (featuring Rihanna) — Take Care (chef opérateur : Kasper Tuxen)

### Meilleur clip vidéo comportant un message social
Demi Lovato — "Skyscraper"
- Kelly Clarkson — "Dark Side"
- Gym Class Heroes (featuring Ryan Tedder) — "The Fighter"
- K'naan (featuring Nelly Furtado) — "Is Anybody Out There?"
- Lil Wayne — "How to Love"
- Rise Against — "Ballad of Hollis Brown"

### Meilleure vidéo en partage
One Direction — "What Makes You Beautiful"
- Beyoncé — "Countdown"
- Justin Bieber — "Boyfriend"
- Gotye (featuring Kimbra) — "Somebody That I Used to Know"
- Carly Rae Jepsen — "Call Me Maybe"

## Performances
- Demi Lovato — Give Your Heart a Break
- Rihanna (feat. A$AP Rocky et Calvin Harris) — Cockiness (Love It) (Remix) / We Found Love
- P!nk — Get The Party Started (intro) / Blow Me (One Last Kiss)
- Frank Ocean — Thinkin Bout You
- One Direction — One Thing
- Lil Wayne et 2 Chainz — Yuck! / No Worries
- Green Day — Let Yourself Go
- Alicia Keys (featuring Nicki Minaj) — Girl on Fire (avec Gabby Douglas)
- Taylor Swift — We Are Never Ever Getting Back Together

## Présentateurs
- Calvin Harris
- Sway Calloway
- James Montgomery
- Jim Cantiello et Ton Do-Nguyen
- Katy Perry
- Dwight Howard
- Miley Cyrus et Mac Miller présentent P!nk
- Demi Lovato et Rita Ora présentent Best Male Video
- Zoe Saldana présente Frank Ocean
- Rashida Jones et Andy Samberg présentent Best Hip-Hop Video
- The Wanted et Rebel Wilson présentent Best Female Video
- PSY présente "Gangnam Style" avec Kevin Hart
- Ezra Miller et Emma Watson présentent Green Day
- Peter Facinelli, Elizabeth Reaser, Bill Condon, Robert Pattinson, Taylor Lautner et Jackson Rathbone présentent Twilight, chapitre IV : Révélation, 2e partie
- Ke$ha et Wiz Khalifa présentent Best New Artist
- The Fierce Five (Aly Raisman, Gabby Douglas, Jordyn Wieber, Kyla Ross et McKayla Maroney) présentent Alicia Keys
- Kevin Hart